# Plestan
Plestan is een gemeente in het Franse departement Côtes-d'Armor (regio Bretagne). De plaats maakt deel uit van het arrondissement Dinan. Plestan telde op 1 januari 2022 1.637 inwoners.

## Geografie
De oppervlakte van Plestan bedroeg op 1 januari 2022 32,81 vierkante kilometer; de bevolkingsdichtheid was toen 49,9 inwoners per km².
De onderstaande kaart toont de ligging van Plestan met de belangrijkste infrastructuur en aangrenzende gemeenten.

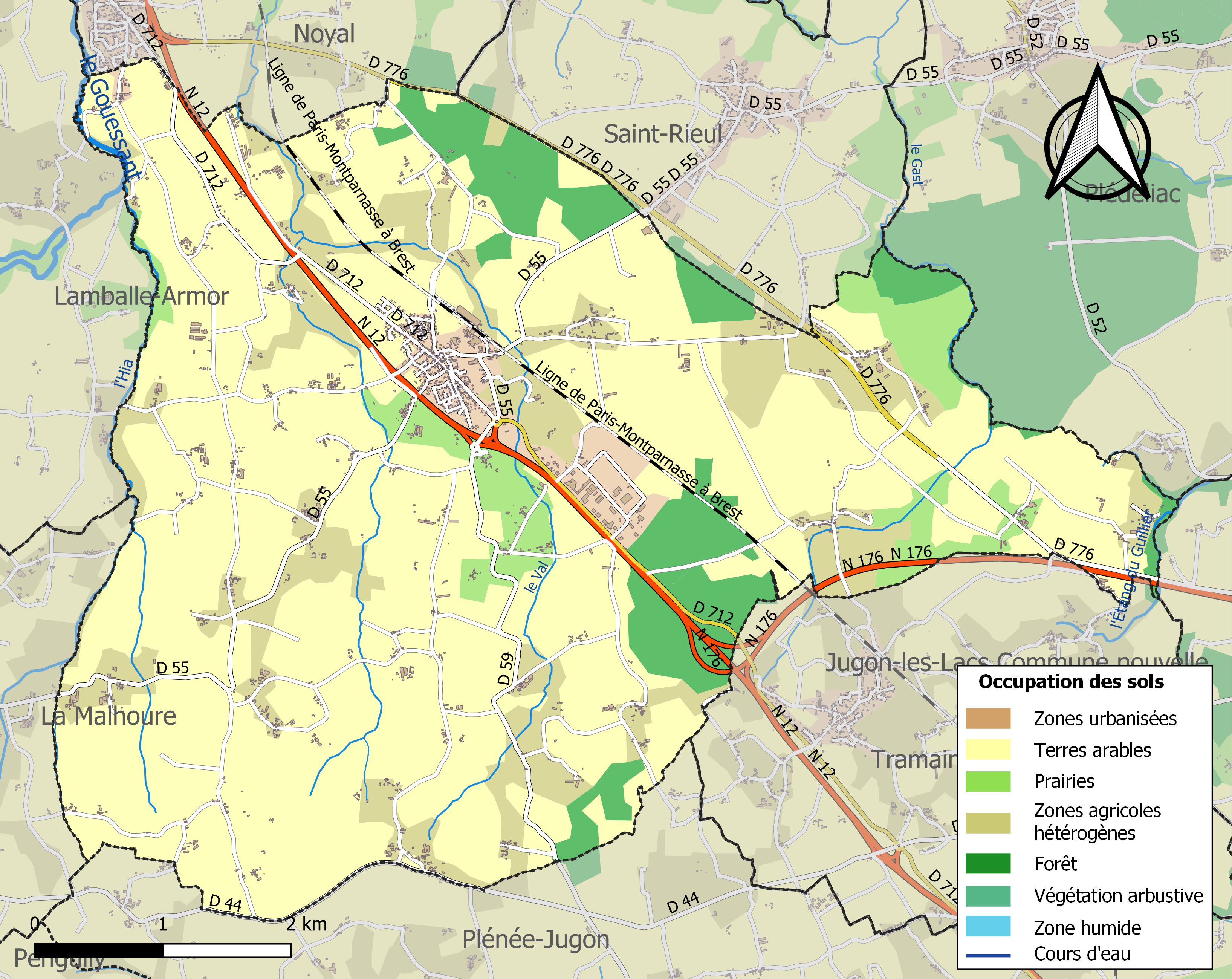

## Verkeer en vervoer
In de gemeente ligt de spoorweghalte Plestan.

## Demografie
Onderstaande figuur toont het verloop van het inwonertal (bron: INSEE-tellingen).